# Fresno Challenger 2002
Il Fresno Challenger 2002 è stato un torneo di tennis facente parte della categoria ATP Challenger Series nell'ambito dell'ATP Challenger Series 2002. Il torneo si è giocato a Fresno (California) negli Stati Uniti dal 30 settembre al 6 ottobre 2002 su campi in cemento.

## Vincitori

### Singolare
Scott Draper ha battuto in finale  Justin Gimelstob con il punteggio di 6–1, 6(5)–7, 6–1

### Doppio
Huntley Montgomery /  Tripp Phillips hanno battuto in finale  Ignacio Hirigoyen /  Daniel Melo con il punteggio di 6–4, 6–3